# Alain Van Baekel
Alain Van Baekel, né à Meerhout le 20 juin 1961, est un footballeur belge qui évoluait au poste de milieu de terrain. Actif durant les années 1980 et la première moitié des années 1990, il compte trois titres de champion et une Supercoupe de Belgique à son palmarès, tous remportés lors de son passage au Sporting Anderlecht.

## Carrière
Alain Van Baekel commence le football à dix ans au Verbrodering Meerhout. À seize ans, il part terminer sa formation au Lierse, dont il intègre l'équipe première en 1979. Il joue durant quatre saisons en Division 1 avec le club lierrois. En 1983, il est transféré par le KSV Waregem, un club du subtop national en ce début de décennie. Après une saison d'adaptation, il devient le titulaire indiscutable sur le flanc gauche en milieu de terrain. Il participe notamment à l'épopée en Coupe UEFA 1985-1986, où le club atteint les demi-finales de la compétition après avoir éliminé le Milan AC en huitièmes de finale. En sept saisons au Gaverbeek, il dispute plus de 200 matches toutes compétitions confondues mais ne remporte aucun trophée.
En juin 1990, Alain Van Baekel est recruté par le Sporting Anderlecht, le club le plus titré du pays. Pour sa première saison chez les « Mauves et blancs », il est titularisé par l'entraîneur Aad de Mos et participe activement à la conquête du titre national. À trente ans, il remporte ainsi le premier trophée de sa carrière professionnelle. La saison suivante, il perd sa place dans le onze de base au profit d'un jeune joueur issu du centre de formation anderlechtois, Johan Walem. Devenu réserviste, il joue moins de la moitié des rencontres durant les trois saisons qui suivent. Il remporte tout même encore deux titres de champion, en 1993 et 1994, ainsi que la Supercoupe de Belgique 1993. Il ne dispute pas la finale de la Coupe de Belgique 1994 remportée par ses équipiers.
En 1994, il rejoint les rangs du KFC Lommelse SK mais après une saison, il doit mettre un terme à sa carrière de joueur à cause de problèmes récurrents à la hanche. Il passe ensuite ses diplômes d'entraîneur et dirige les équipes de jeune du KVC Veerle durant plusieurs années avant de prendre en mains l'équipe première du club de 2002 à 2005.

## Palmarès
- 3 fois champion de Belgique en 1991, 1993 et 1994 avec le RSC Anderlecht.
- Vainqueur de la Supercoupe de Belgique en 1993 avec le RSC Anderlecht.

## Statistiques
| Saison                | Club                  | Championnat           | Championnat | Championnat | Coupe(s) nationale(s) | Coupe(s) nationale(s) | Supercoupe | Supercoupe | Compétition(s) continentale(s) | Compétition(s) continentale(s) | Compétition(s) continentale(s) | Total | Total |
| Saison                | Club                  | Division              | M.          | B.          | M.                    | B.                    | M.         | B.         | Comp.                          | M.                             | B.                             | M.    | B.    |
| 1979-1980             | K Lierse SK           | Division 1            | 1           | 0           | -                     | -                     | 0          | 0          | -                              | 0                              | 0                              | 1     | 0     |
| 1980-1981             | K Lierse SK           | Division 1            | 11          | 2           | -                     | -                     | 0          | 0          | -                              | 0                              | 0                              | 11    | 2     |
| 1981-1982             | K Lierse SK           | Division 1            | 17          | 1           | -                     | -                     | 0          | 0          | -                              | 0                              | 0                              | 17    | 1     |
| 1982-1983             | K Lierse SK           | Division 1            | 23          | 2           | -                     | -                     | 0          | 0          | -                              | 0                              | 0                              | 23    | 2     |
| Sous-total            | Sous-total            | Sous-total            | 52          | 5           | -                     | -                     | 0          | 0          | -                              | 0                              | 0                              | 52    | 5     |
| 1983-1984             | KSV Waregem           | Division 1            | 17          | 6           | -                     | -                     | 0          | 0          | -                              | 0                              | 0                              | 17    | 6     |
| 1984-1985             | KSV Waregem           | Division 1            | -           | 6           | -                     | -                     | 0          | 0          | -                              | 0                              | 0                              | 0     | 6     |
| 1985-1986             | KSV Waregem           | Division 1            | 34          | 1           | -                     | -                     | 0          | 0          | C3                             | 10                             | 1                              | 44    | 2     |
| 1986-1987             | KSV Waregem           | Division 1            | 28          | 1           | 5                     | 3                     | 0          | 0          | -                              | 0                              | 0                              | 33    | 4     |
| 1987-1988             | KSV Waregem           | Division 1            | -           | 2           | -                     | -                     | 0          | 0          | -                              | 0                              | 0                              | 0     | 2     |
| 1988-1989             | KSV Waregem           | Division 1            | -           | -           | -                     | -                     | 0          | 0          | C3                             | -                              | -                              | 0     | 0     |
| 1989-1990             | KSV Waregem           | Division 1            | 27          | 5           | 4                     | 1                     | 0          | 0          | -                              | 0                              | 0                              | 31    | 6     |
| Sous-total            | Sous-total            | Sous-total            | 106         | 21          | 9                     | 4                     | 0          | 0          | -                              | 10                             | 1                              | 125   | 26    |
| 1990-1991             | RSC Anderlecht        | Division 1            | 27          | 2           | 3                     | 1                     | 0          | 0          | C3                             | 7                              | 1                              | 37    | 4     |
| 1991-1992             | RSC Anderlecht        | Division 1            | 11          | 0           | 1                     | 0                     | 1          | 0          | C1                             | 5                              | 0                              | 18    | 0     |
| 1992-1993             | RSC Anderlecht        | Division 1            | 8           | 0           | 1                     | 0                     | 0          | 0          | C3                             | 1                              | 0                              | 10    | 0     |
| 1993-1994             | RSC Anderlecht        | Division 1            | 7           | 0           | 0                     | 0                     | 1          | 0          | C1                             | 3                              | 0                              | 11    | 0     |
| Sous-total            | Sous-total            | Sous-total            | 53          | 2           | 5                     | 1                     | 2          | 0          | -                              | 16                             | 1                              | 76    | 4     |
| 1994-1995             | KFC Lommelse SK       | Division 1            | 23          | 0           | 0                     | 0                     | 0          | 0          | -                              | 0                              | 0                              | 23    | 0     |
| Sous-total            | Sous-total            | Sous-total            | 23          | 0           | 0                     | 0                     | 0          | 0          | -                              | 0                              | 0                              | 23    | 0     |
| Total sur la carrière | Total sur la carrière | Total sur la carrière | 234         | 28          | 14                    | 5                     | 2          | 0          | -                              | 26                             | 2                              | 276   | 35    |